# Universal Motown Republic Group
Universal Motown/Universal Republic Group (UMRG) est un label discographique américain et division du groupe Universal Music Group. 

## Histoire
Le label est fondé en 1999 et qui partage ses activités entre Universal Records, Motown, et Republic Records.
Universal Motown Republic Group est l'une des trois unités d'Universal Music Group en Amérique du Nord qui s'occupe principalement des artistes pop, rock et urban, les autres étant : Island Def Jam Music Group et Interscope-Geffen-A&M : Island Def Jam Music Group et Interscope-Geffen-A&M. Barry Weiss a occupé le poste de président-directeur général de la société. Au cours de l'été 2011, des changements sont opérés au sein du groupe Universal Motown Republic : Motown Records est séparé d'Universal Motown Records (ce qui entraîne sa fermeture et le transfert de ses artistes vers Motown Records ou Universal Republic Records) et le label ombrelle est fusionné avec The Island Def Jam Music Group, faisant d'Universal Republic Records un label autonome et fermant Universal Motown Republic Group.

## Labels affiliés

### Universal Motown Records
- Blackground Records - fondé par Barry Hankerson en 1993 (fermé par Universal).
- Cash Money Records - fondé par Ronald « Slim » Williams et Bryan Williams en 1992.
- Derrty Ent. - fondé par le rappeur Nelly en 1999.
- Rowdy Records - fondé par les producteurs Dallas Austin et L.A. Reid en 1992.
- Street Records Corporation - fondé par l'ancien CEO du label Loud Records Steve Rifkind.
- The Inc. Records - fondé par Irv Gotti, Chris Gotti, et Ja Rule en 1997.
- Ftoni Records - fondé par Albert Ftoni.

### Universal Republic Records
- Brushfire Records - fondé par chanteur-compositeur Jack Johnson en 2002.
- Bungalo Records - fondé par Paul Ring en 2004.
- Casablanca Records - fondé par Neil Bogart en 1973.
- Chamillitary Entertainment - fondé par le rappeur Chamillionaire en 2004.
- Next Plateau Entertainment - fondé par Eddie O'Loughlin en 1984.
- Serjical Strike Records.
- Siri Music - fondé par Chauncey Jackson.
- Tuff Gong Records - fondé par le groupe de reggae Bob Marley and the Wailers en 1970.
- Universal South Records
- Ftoni Records

## Artistes
Liste non exhaustive d'artistes ayant signé pour Universal Motown/Universal Republic Group :
- 3 Doors Down
- Aaliyah
- Alter Bridge
- Akon
- Tori Amos
- Anberlin
- Ashanti
- Baby Bash
- Barcelona
- Drake Bell
- Erykah Badu
- Bee Gees
- Miri Ben-Ari
- Yummy Bingham
- Birdman
- Blue October
- Busta Rhymes
- Nick Cannon
- Vanessa Carlton
- Chamillionaire
- Gabriella Cilmi
- Colbie Caillat
- Crazy Frog
- Taio Cruz
- Jamie Cullum
- EPMD
- Faber Drive
- Flobots
- Godsmack
- Hatebreed
- Hinder
- Marques Houston
- India.Arie
- Irma
- Jada
- Ja Rule
- Elton John
- Jack Johnson
- Kaiser Chiefs
- Kill Hannah
- Kem
- Brie Larson
- Murphy Lee
- Ryan Leslie
- Lil Jon
- Lil Wayne
- Lindsay Lohan
- The Lonely Island
- Mika
- Mannie Fresh
- Teena Marie
- Stephen Marley
- The Mars Volta
- John Mellencamp
- Pras Michel
- Mayra Verónica
- Nelly
- Ne-Yo
- Nina Sky
- Q-Tip
- Raekwon
- The Rapture
- Kelly Rowland
- Paulina Rubio
- Xavier Rudd
- Kevin Rudolf
- Ivete Sangalo
- Savage
- Scissor Sisters
- Shiny Toy Guns
- Swizz Beatz
- Tank
- The Temptations
- Terror Squad
- The Who
- Amy Winehouse
- Veer
- Stevie Wonder
- Keke Wyatt